# Josef Kornhäusel
Joseph Georg Kornhäusel (13. listopadu 1782 Vídeň – 31. října 1860 Vídeň) byl rakouský architekt. Je považován za významného architekta první poloviny 19. století a jednoho z nejvýznamnějších rakouských představitelů klasicismu. Tento umělecký styl dokázal spojit s místní tradicí.
S jeho jménem je spojena druhá strana vnitřního města Vídně za dunajským kanálem, stejně jako centrum Badenu u Vídně.
Na vídeňském ústředním hřbitově se nalézá architektův čestný hrob (skupina 14A, číslo 45A).

## Dílo
- Řada obytných domů ve Vídni
- Zámky na Moravě a ve Slezsku, především zámek Lednice (jako stavební ředitel knížete z Lichtenštejna) či například zámek Hnojník či Lovecký zámeček Habsburků na zámecké hoře v Těšíně
- Letohrádek v Ottakring pro Josefa Jenamy (Kornhäuselova vila), 1804
- Chrám husarů u Mödlingu, 1813
- Divadlo a radnice v Badenu u Vídně, 1815
- Sauerův dvůr v Badenu u Vídně, 1818–1820
- Divadlo v Josefstadtu, 1822
- Vnitřní úpravy v Albertině, 1822–1825
- Weilburg (zámek) v Badenu, 1820–1823 (1945 vyhořel, později zbourán)
- Městské divadlo v Badenu u Vídně (po roce 1900 zchátralé, 1909 nahrazeno stavbou kanceláří Fellner & Helmer
- Stadttempel ve Vídni, 1825–1826
- Kornhäuselova věž ve Vídni, 1825–1827
- Přestavba Skotského kláštera (Schottenstift), 1826–1832
- Moravské divadlo Olomouc, 1830
- Přestavba kláštera Klosterneuburg, 1834–1842
- Klášter mechitaristů ve Vídni. 1836/37

## Galerie

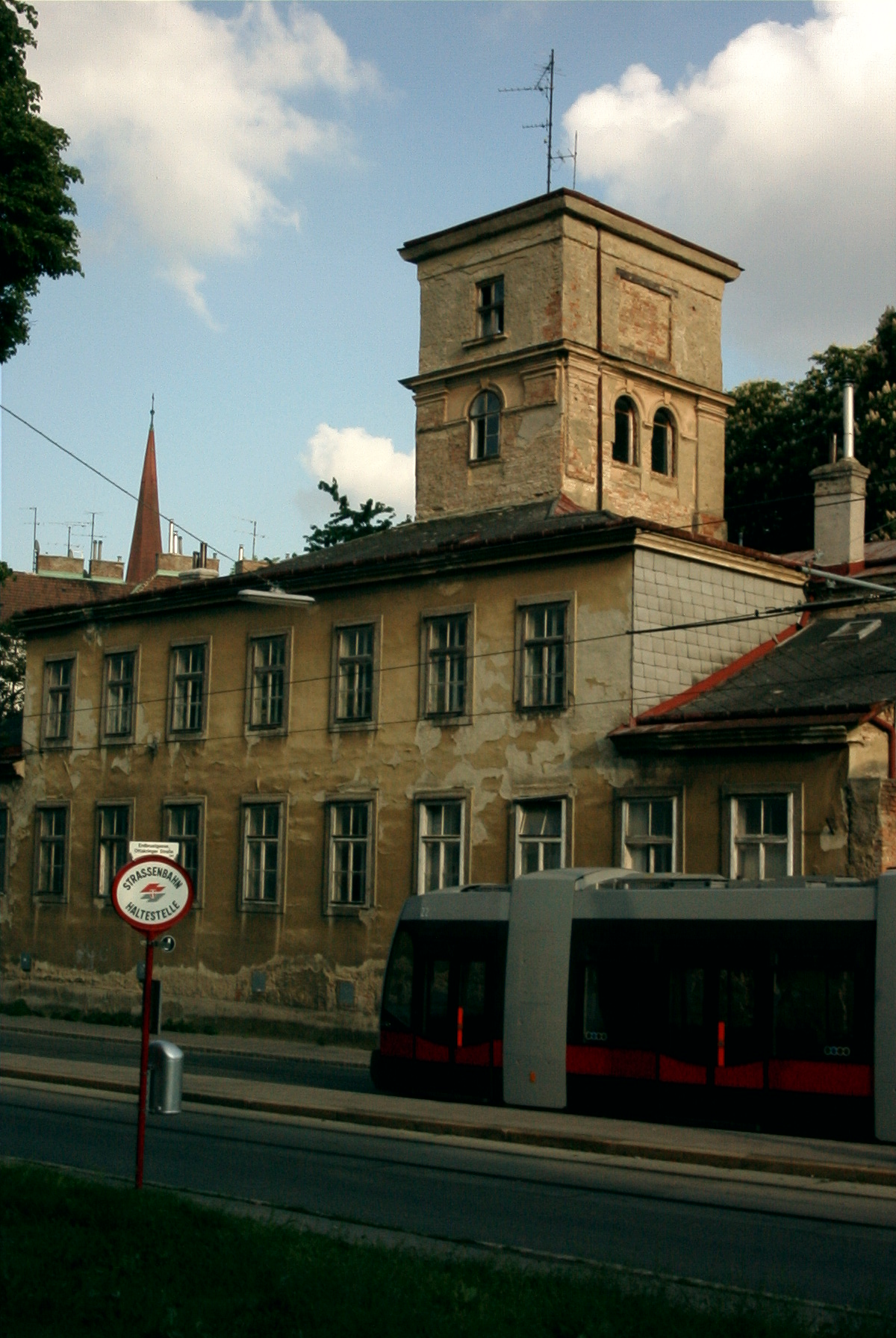
Kornhäuselova vila
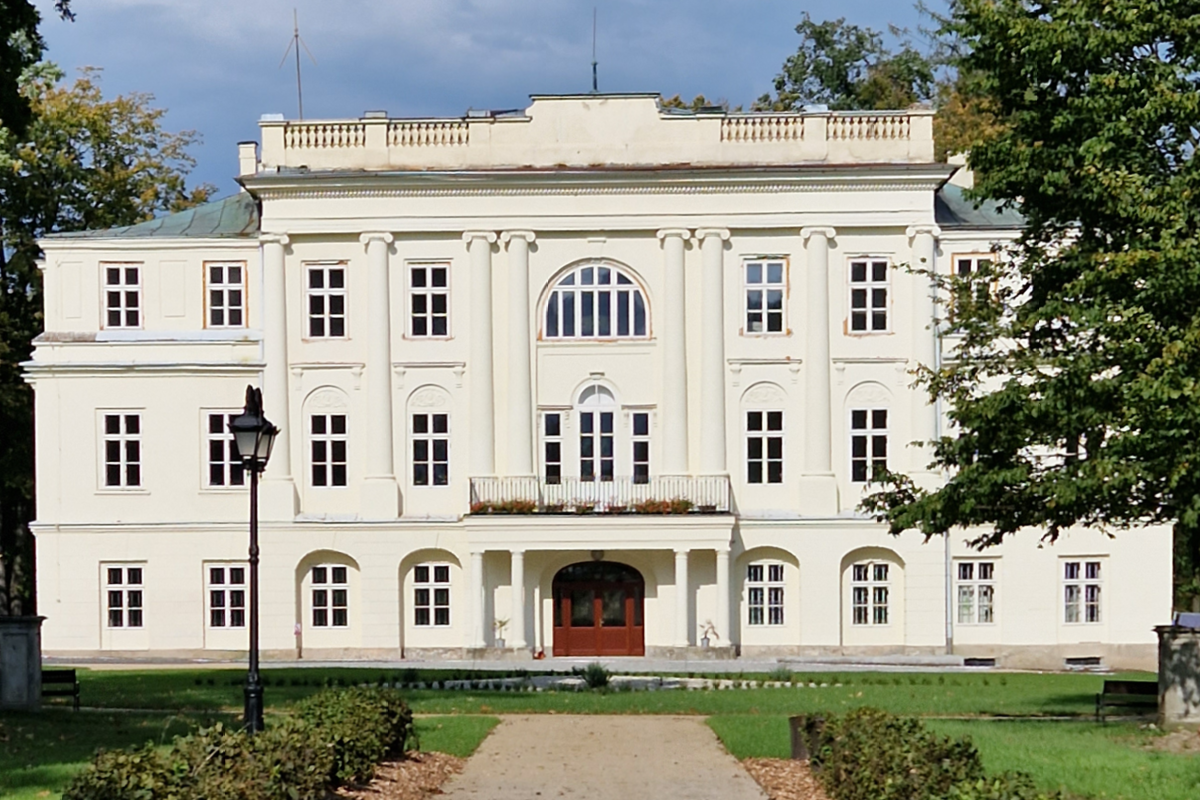
Zámek Hnojník
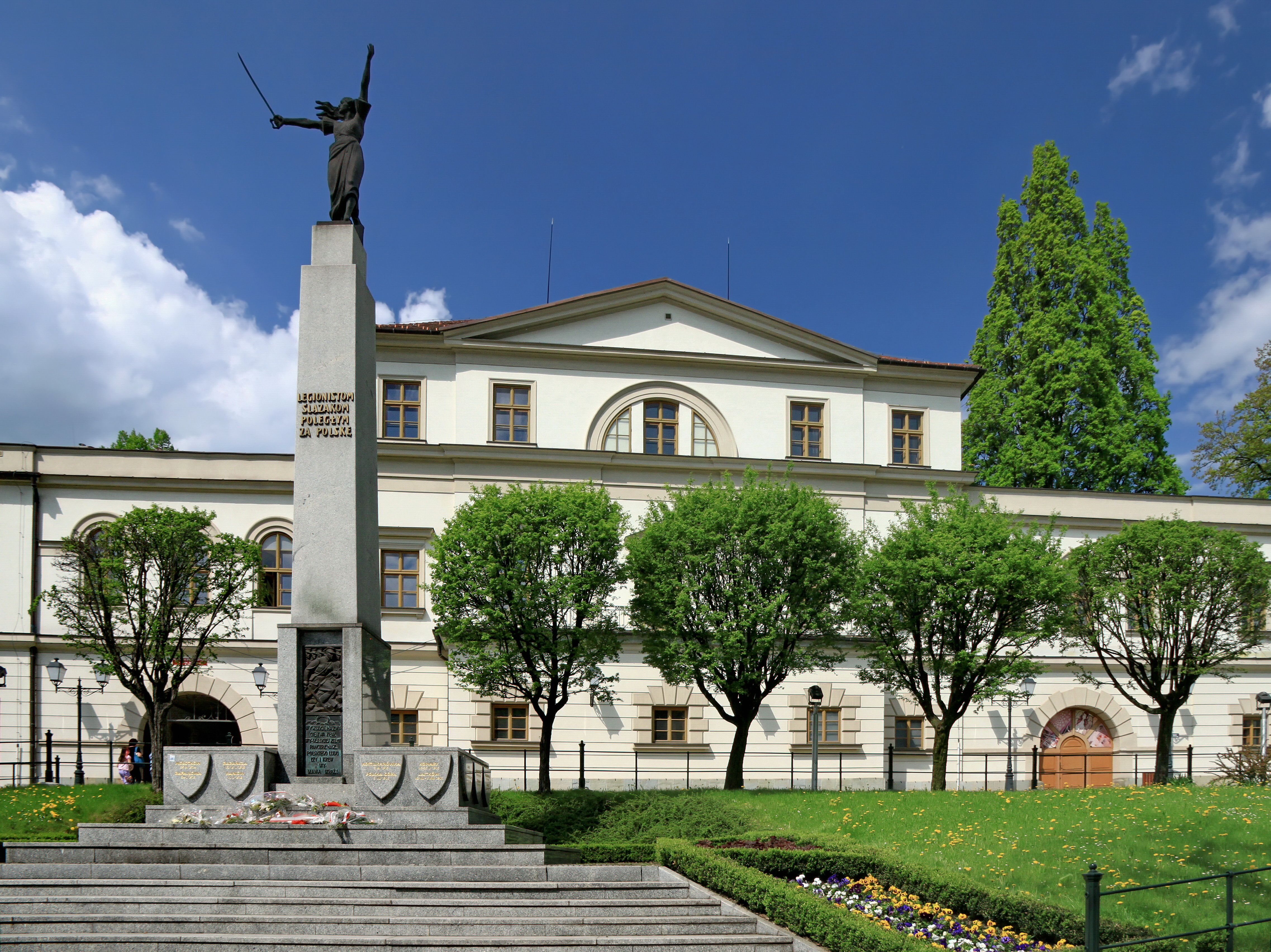
Lovecký zámek v Těšíně
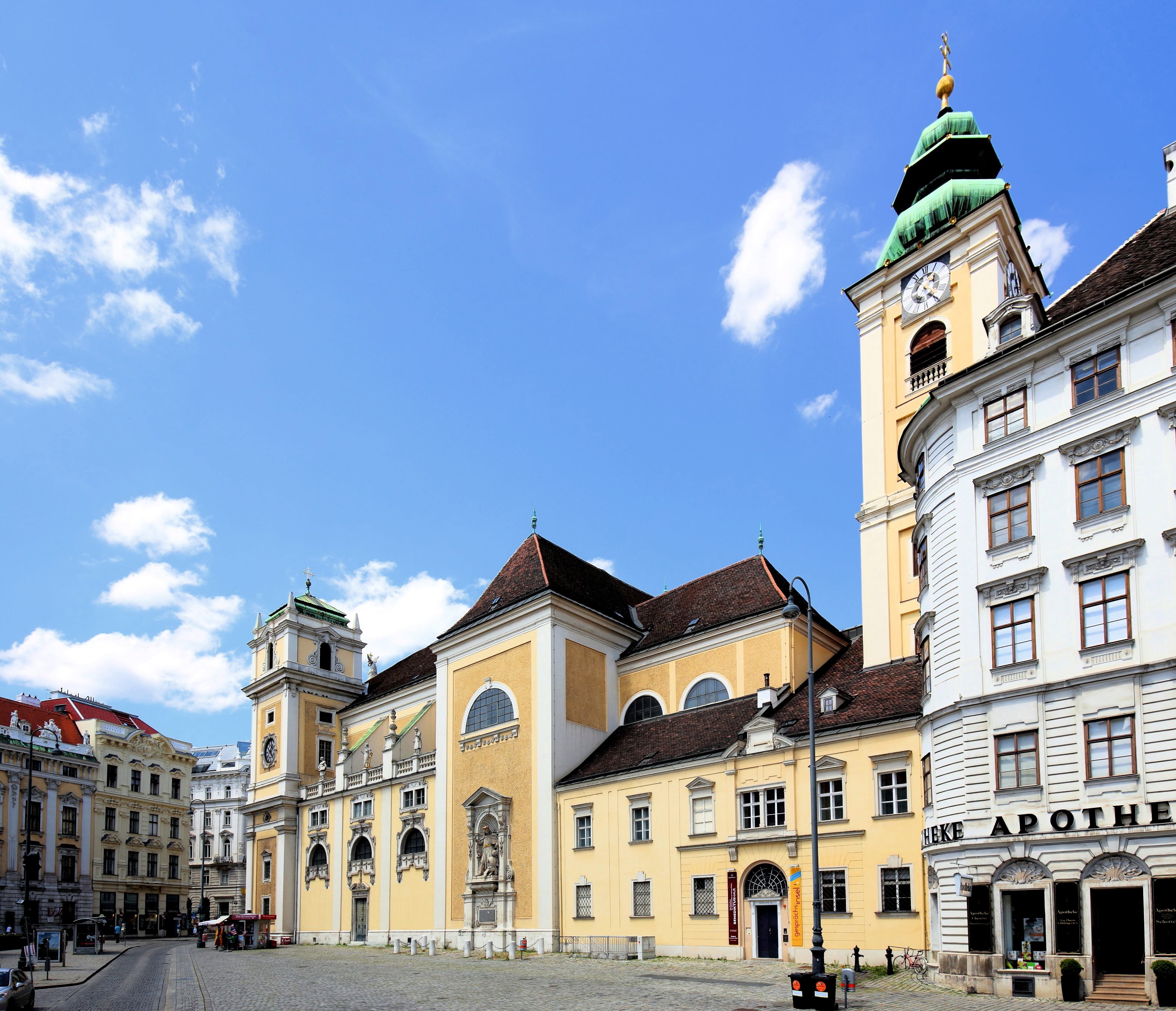
Skotský klášter
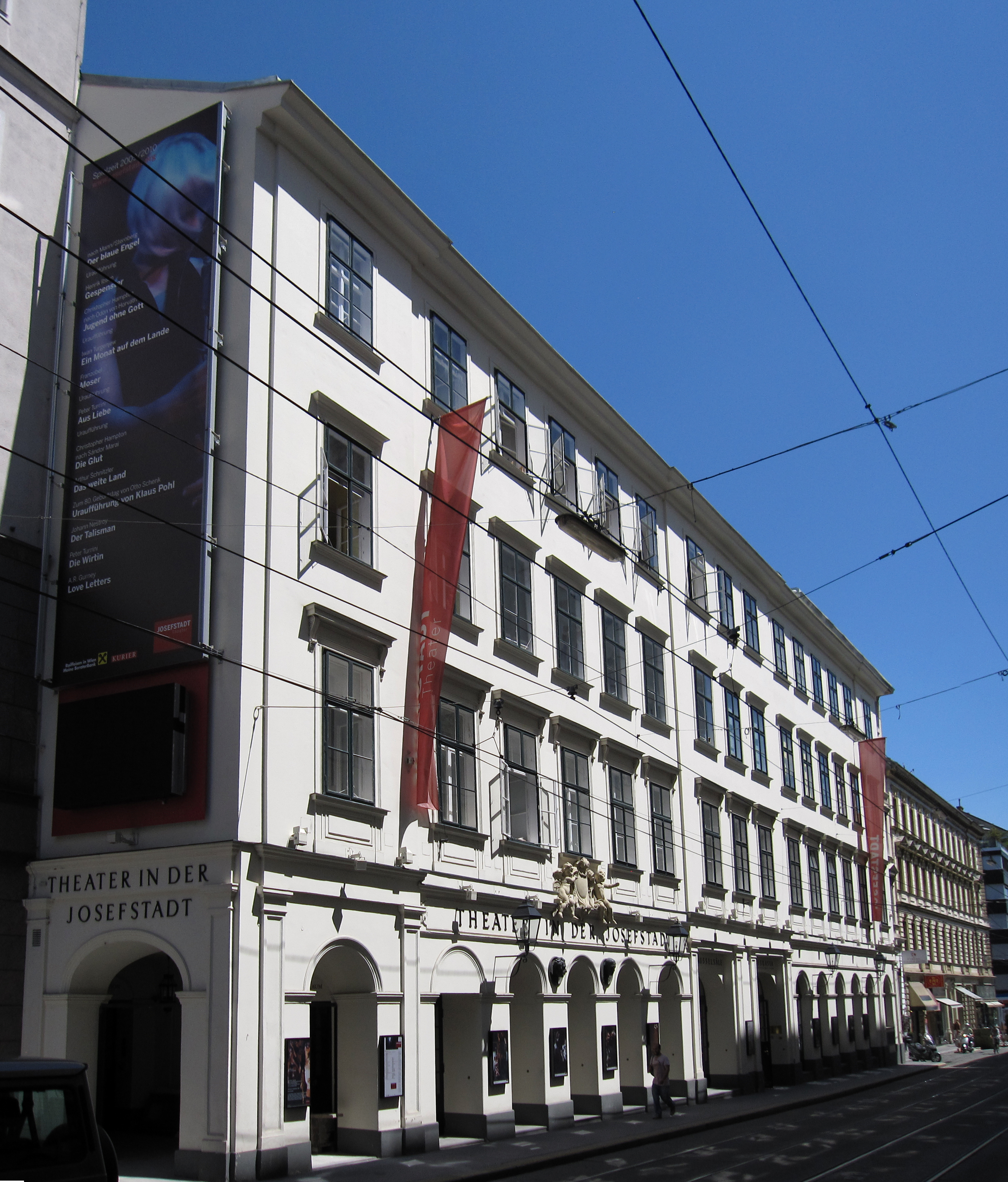
Divadlo v Josefstadtu
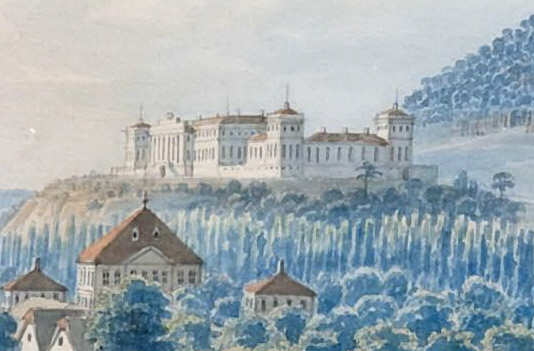
Obraz zámku Weilburg od Johanna Raulino
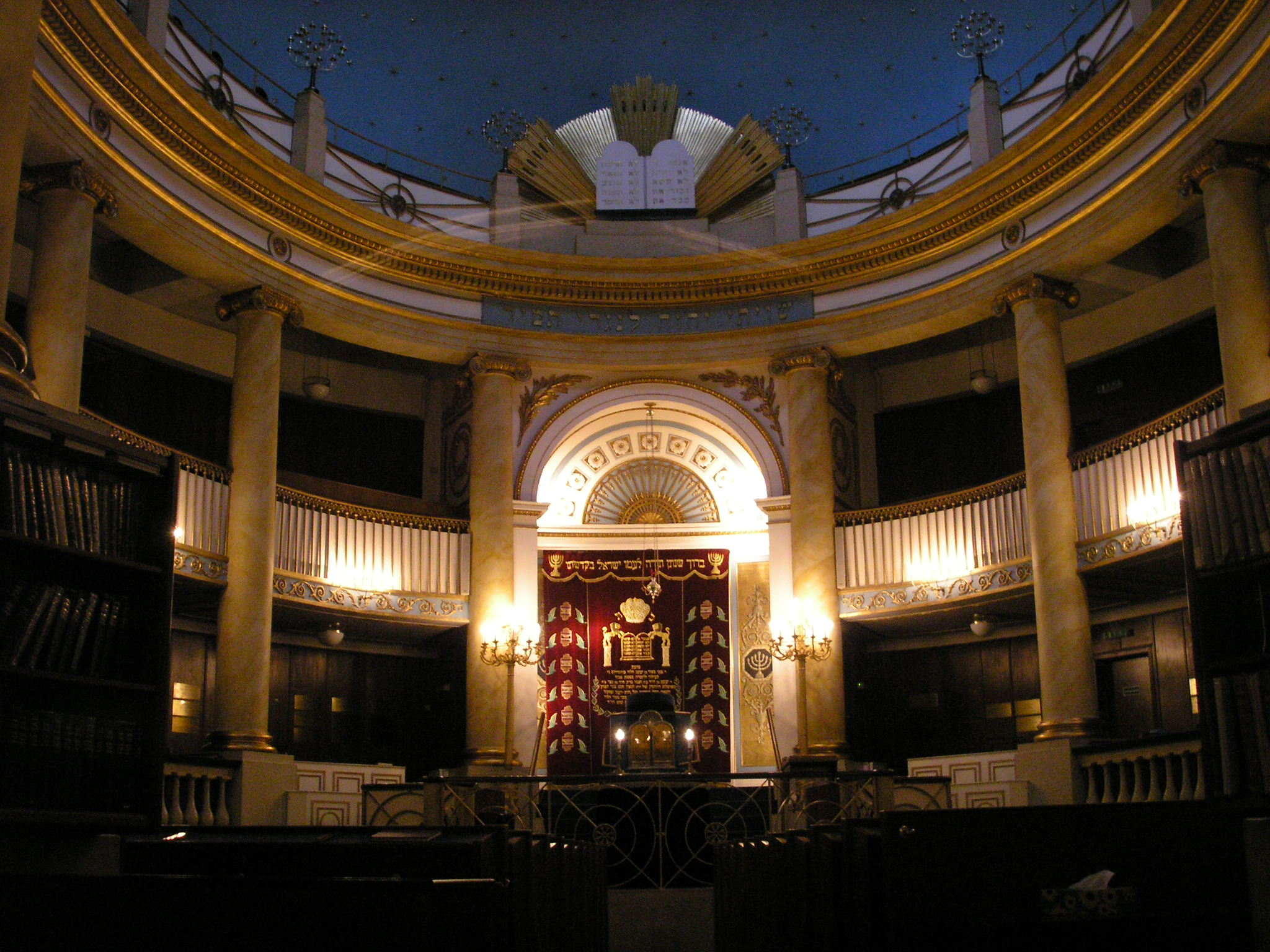
Interiér hlavní vídeňské synagogy Stadttempel
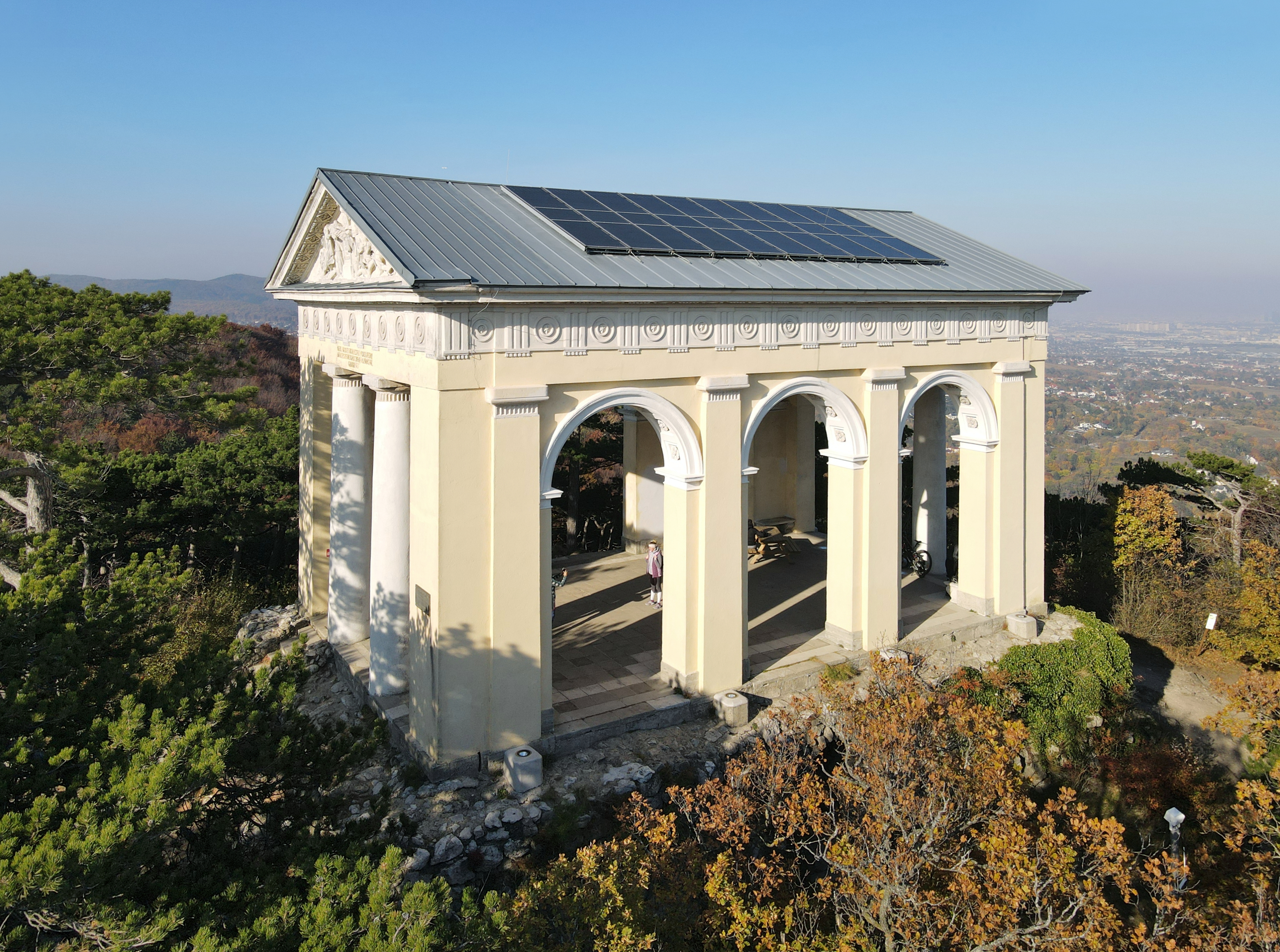
Chrám husarů u Mödlingu
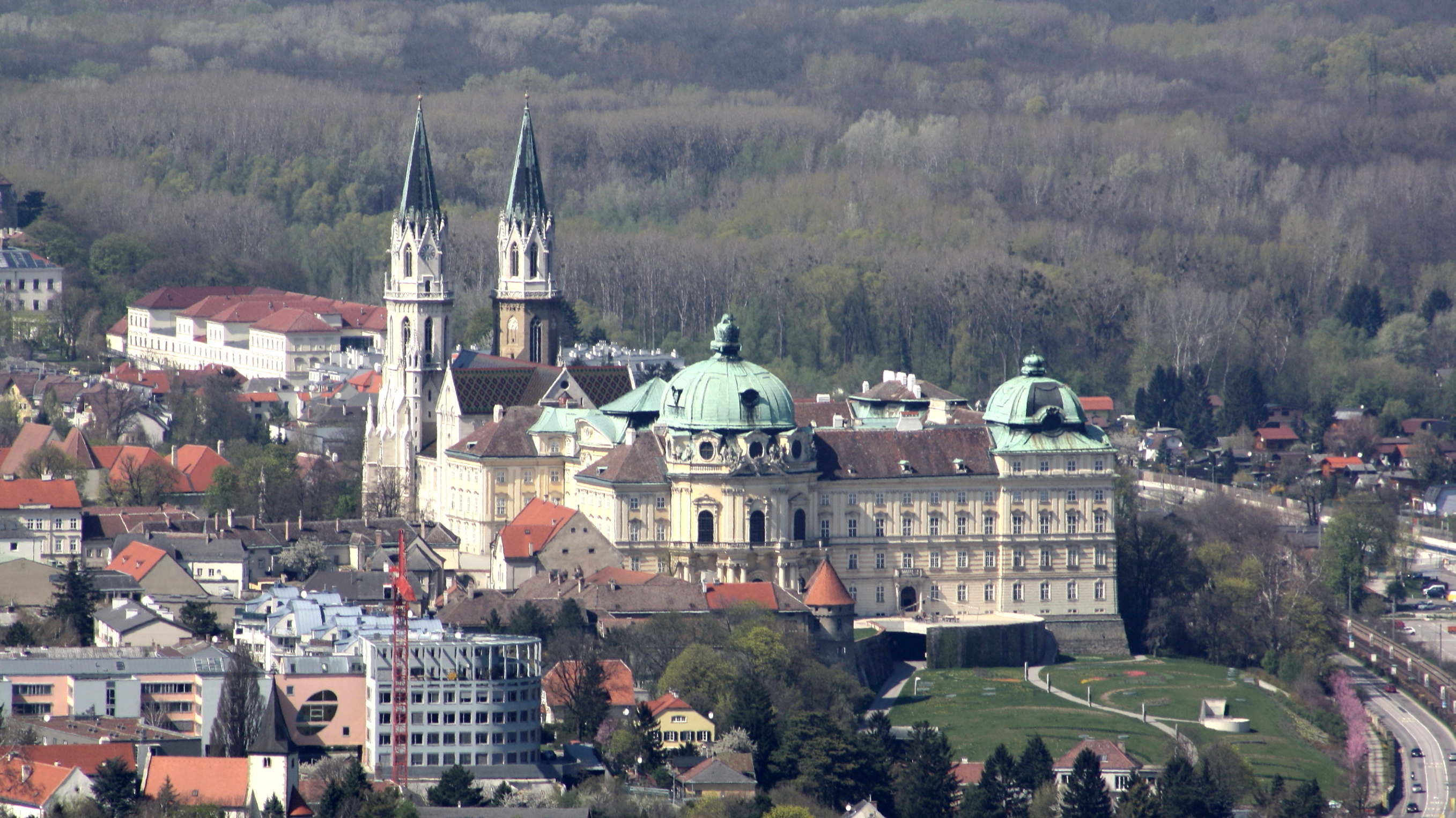
Klášter Klosterneuburg